# Хиско Абдена
Хиско Абдена (нем. Hisko Abdena, з.-фриз. Hisko Abdena; неизвестно — 25 января 1429) — восточнофризский хофтлинг (вождь). Он был пробстом Эмдена, его род Абдена принадлежал к одному из самых влиятельных родов в Восточной Фризии в конце XIV — начале XV века. Центром его владений был город Эмден.
Около 1398 года, после того, как виталийские братья были изгнаны с острова Готланд и, таким образом, из Балтийского моря, Хиско нанял к себе на службу некоторых из этих пиратов. Чтобы защитить свои территориальные и политические интересы, он тайно сотрудничает с Ганзейским союзом и передаёт им город и замок Эмден 6 мая 1400 года. Таким образом была заложена база для дальнейших операций против пиратов.
В течение более тридцати лет между главными родами хофтлингов том Брок и Абдена, оба из которых хотели иметь власть над Восточной Фризией, велась вражда. В октябре 1413 года Кено II том Броку удалось изгнать Хиско из Эмдена, который бежал в город Гронинген. Эта атака на Эмден ознаменовала собой начало Великой фризской войны. Когда Хиско прибыл в Гронинген, городской совет, который решительно поддерживал феткоперов, первоначально не пустил его в город. Это вызвало гнев местных схирингеров. Во главе с Коппеном Яргесом городской совет был смещён, и Хиско разрешили войти в город.
Два года спустя, в 1415 году, феткоперы изгнали схирингеров из Гронингена. Хиско уехал в Голландию, где он служил до конца войны. В 1422 году после Гронингенского мира он снова вернулся в Восточную Фризию. Его сын Иммел Абдена уже сменил его на посту главы рода. Когда Фокко Укена восстал против Окко II том Брока в 1427 году, Абдены присоединились к партии Окко. В конце того же года они снова контролировали город Эмден, и Хиско вновь вернул себе прежний пост пробста, который он сохранил до своей смерти 25 января 1429 года.